# Anomiopsoides fedemariai
Anomiopsoides fedemariai är en skalbaggsart som beskrevs av Federico Ocampo 2007. Anomiopsoides fedemariai ingår i släktet Anomiopsoides och familjen bladhorningar. Inga underarter finns listade i Catalogue of Life.